# Mukamuka Paradise
Mukamuka Paradise (ムカムカパラダイス?, Mukamuka paradaisu) è un manga di Fumiko Shiba e Yumiko Igarashi scritto dal marzo 1993 fino a settembre 1994 e composto da tre volumi Tankōbon. Un adattamento anime è stato prodotto dallo studio Nippon Animation e trasmesso in Giappone dal 4 settembre 1993 al 27 agosto 1994 sulla rete Tokyo Broadcasting System con un totale di 51 episodi. Sia il manga che l'anime sono tuttora inediti in Italia.

## Trama
Uiba Shikatani è la giovane figlia del proprietario di un negozio di animali. Sono giorni che sta aspettando che le uova dei rettili che sta allevando non si schiudono e suo padre per consolarlale regala un grande uovo. La sorpresa della ragazza è grande quando l'uovo si schiude, rivelandosi nientemeno che un uovo di dinosauro.
Il piccolo dinosauro verde nato dall'uovo sa pronunciare solamente le parole "Muka Muka" che diventeranno il suo nome. Iniziano così le numerose avventure di Uiba e di Muka Muka che tra l'altro viaggeranno indietro nel tempo e raggiungeranno il mondo preistorico dove troveranno numerosi altri dinosauri.

## Manga
| Nº | Volume   | Data di prima pubblicazione       | Data di prima pubblicazione |
| Nº | Volume   | Giapponese                        |                             |
| 1  | Volume 1 | settembre 1993 ISBN 4-09-134841-6 |                             |
| 2  | Volume 2 | marzo 1994 ISBN 4-09-134842-4     |                             |
| 3  | Volume 3 | ottobre 1994 ISBN 4-09-134843-2   |                             |

## Episodi anime
| Nº | Giapponese 「Kanji」 - Rōmaji                           | In onda           | In onda |
| Nº | Giapponese 「Kanji」 - Rōmaji                           | Giapponese        |         |
| 1  | 「恐竜ベイビー誕生」 - kyōryū beibi tanjō               | 4 settembre 1993  |         |
| 2  | 「あばれん坊恐竜」 - abaren bō kyōryū                   | 11 settembre 1993 |         |
| 3  | 「恐竜の怖いもの」 - kyōryū no kowai mono               | 18 settembre 1993 |         |
| 4  | 「恐竜歯医者へ行く」 - kyōryū haisha he iku             | 25 settembre 1993 |         |
| 5  | 「恐竜とタイムマシン」 - kyōryū to taimumashin          | 2 ottobre 1993    |         |
| 6  | 「チョキチョキ恐竜」 - chokichoki kyōryū                | 9 ottobre 1993    |         |
| 7  | 「恐竜、笛を吹く」 - kyōryū, fue wo fuku                | 16 ottobre 1993   |         |
| 8  | 「学校でムカムカ」 - gakkō de mukamuka                  | 23 ottobre 1993   |         |
| 9  | 「祭りだ!ムカムカ」 - matsuri da! mukamuka              | 30 ottobre 1993   |         |
| 10 | 「空飛ぶムカムカ」 - kūhi bu mukamuka                   | 6 novembre 1993   |         |
| 11 | 「山だ紅葉だ恐竜だ」 - yama da kōyō da kyōryū da        | 13 novembre 1993  |         |
| 12 | 「草競馬でムカムカ」 - kusakeiba de mukamuka            | 20 novembre 1993  |         |
| 13 | 「恐竜がいっぱい！」 - kyōryū gaippai!                  | 27 novembre 1993  |         |
| 14 | 「ムカムカと恐竜家族」 - mukamuka to kyōryū kazoku      | 4 dicembre 1993   |         |
| 15 | 「恐竜に引っ越しソバ」 - kyōryū ni hikkoshi soba        | 11 dicembre 1993  |         |
| 16 | 「恐竜のおくりもの」 - kyōryū nookurimono               | 18 dicembre 1993  |         |
| 17 | 「恐竜とピクニック」 - kyōryū to pikunikku              | 25 dicembre 1993  |         |
| 18 | 「あけましてムカムカ」 - akemashite mukamuka            | 8 gennaio 1994    |         |
| 19 | 「ムカムカは見た！」 - mukamuka ha mita!                | 15 gennaio 1994   |         |
| 20 | 「ムカムカと雪だるま」 - mukamuka to yuki daruma        | 22 gennaio 1994   |         |
| 21 | 「砂金だ！ムカムカ」 - sakin da! mukamuka               | 29 gennaio 1994   |         |
| 22 | 「ムカムカとイライラ」 - mukamuka to iraira             | 5 febbraio 1994   |         |
| 23 | 「半魚人とムカムカ」 - hangyojin to mukamuka            | 12 febbraio 1994  |         |
| 24 | 「川太がんばる！」 - kawa ta ganbaru!                   | 19 febbraio 1994  |         |
| 25 | 「蘭華のヒ・ミ・ツ」 - ran hana no hi. mi. tsu          | 26 febbraio 1994  |         |
| 26 | 「不思議なレストラン」 - fushigi na resutoran           | 5 marzo 1994      |         |
| 27 | 「UFOから王子様」 - UFO kara ōjisama                    | 12 marzo 1994     |         |
| 28 | 「オバケでムカムカ」 - obake de mukamuka                | 19 marzo 1994     |         |
| 29 | 「ムカムカの子守歌」 - mukamuka no komoriuta            | 26 marzo 1994     |         |
| 30 | 「花見でムカムカ」 - hanami de mukamuka                 | 2 aprile 1994     |         |
| 31 | 「恐竜島の診療所」 - kyōryū shima no shinryōjo          | 9 aprile 1994     |         |
| 32 | 「大きなキャンバス」 - ooki na kyanbasu                 | 16 aprile 1994    |         |
| 33 | 「ムカムカ青空教室」 - mukamuka aozorakyōshitsu         | 23 aprile 1994    |         |
| 34 | 「半魚人の恋」 - hangyojin no koi                       | 30 aprile 1994    |         |
| 35 | 「笑ってムカムカ」 - waratte mukamuka                   | 7 maggio 1994     |         |
| 36 | 「なつかしの商店街」 - natsukashino shōtengai           | 14 maggio 1994    |         |
| 37 | 「ムカムカがふたり!?」 - mukamuka gafutari!?            | 21 maggio 1994    |         |
| 38 | 「ムカムカ宝島」 - mukamuka takarajima                  | 28 maggio 1994    |         |
| 39 | 「氷河期でムカムカ」 - hyōgaki de mukamuka              | 4 giugno 1994     |         |
| 40 | 「散歩でムカパラ」 - sanpo de mukapara                  | 11 giugno 1994    |         |
| 41 | 「川上からの手紙」 - kawakami karano tegami             | 18 giugno 1994    |         |
| 42 | 「シュンとしたニカニカ」 - shun toshita nikanika        | 25 giugno 1994    |         |
| 43 | 「美女とムカムカ」 - bijo to mukamuka                   | 2 luglio 1994     |         |
| 44 | 「恐竜島の七夕祭り」 - kyōryū shima no tanabata matsuri | 9 luglio 1994     |         |
| 45 | 「きもだめしでムカムカ」 - kimodameshide mukamuka       | 16 luglio 1994    |         |
| 46 | 「ムカムカと山猫」 - mukamuka to yamaneko               | 23 luglio 1994    |         |
| 47 | 「地図伯爵ブンドイ」 - chizu hakushaku bundoi           | 30 luglio 1994    |         |
| 48 | 「使命だ!ムカムカ」 - shimei da! mukamuka               | 6 agosto 1994     |         |
| 49 | 「卵でムカムカ」 - tamago de mukamuka                   | 13 agosto 1994    |         |
| 50 | 「闇小僧にムカムカ」 - yami kozō ni mukamuka            | 20 agosto 1994    |         |
| 51 | 「ムカムカといっしょ」 - mukamuka toissho               | 27 agosto 1994    |         |